# Kurzweil K2500
Le K2500 est un synthétiseur numérique à modélisation analogique produit par le constructeur coréen Kurzweil à partir de 1996. Il succède au K2000 et précède le K2600.

## Caractéristiques
Le K2500 existe en trois variantes : rack (K2500R, sans clavier), avec un clavier 76 touches (K2500) et avec un clavier 88 touches (K2500X).
Il dispose d'une polyphonie de 48 notes (ou 24 notes pour un instrument stéréo) et est multitimbral à 16 canaux.
Divers modules peuvent être ajoutés à ce synthétiseur pour en étendre les capacités.
Une version haut de gamme appelée K2500 Audio Elite System dispose de toutes les options disponibles et bénéficie d'un design spécial.